# Oko

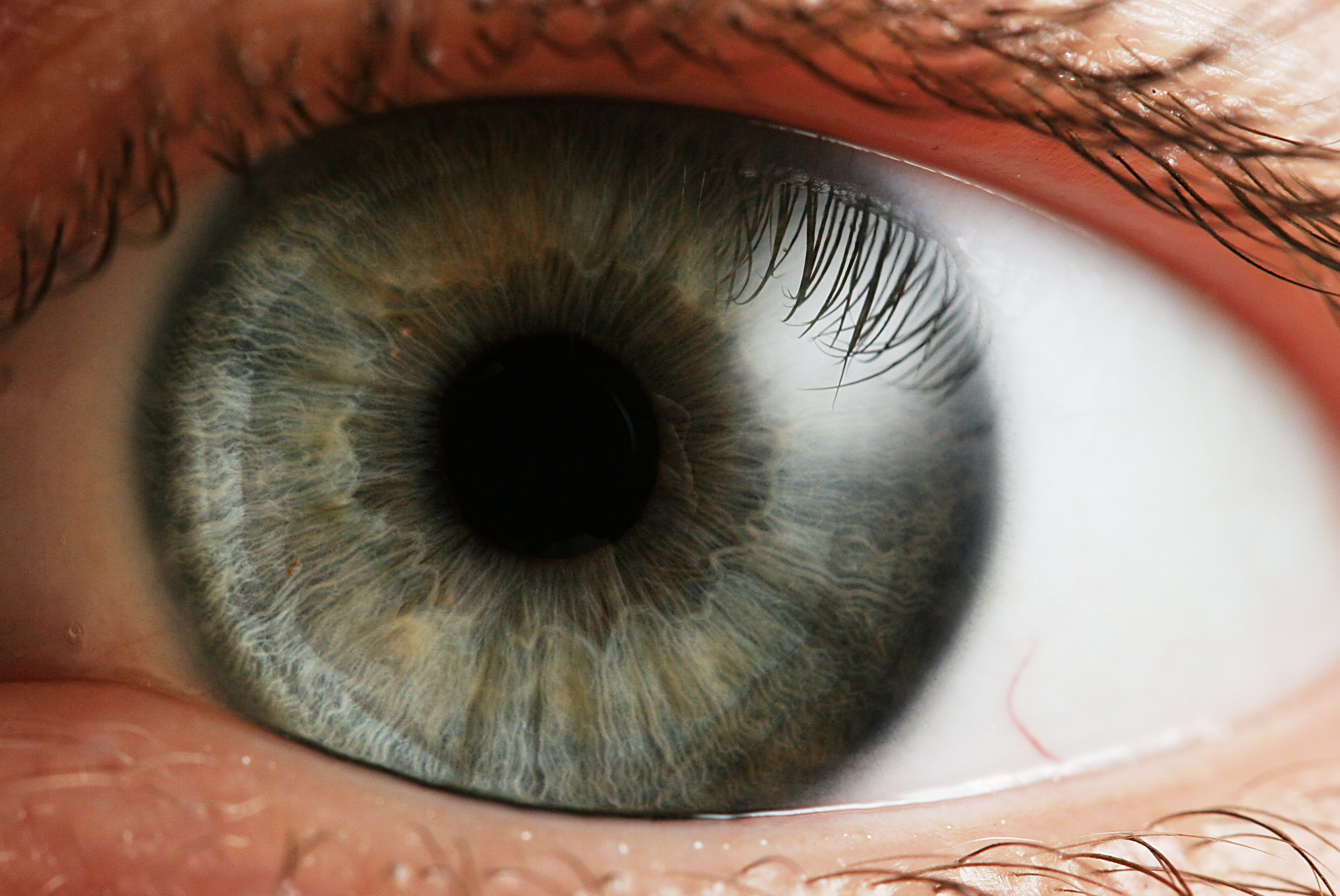
Lidské oko

Oko (latinsky oculus) je smyslový orgán reagující na světlo (fotoreceptor), tedy zajišťující zrak. V průběhu vývoje živočichů došlo k výraznému rozvoji od světločivných orgánů reagujících pouze na existenci světla až po oko „jednoduché“ u obratlovců (včetně člověka) a hlavonožců a oko složené např. u členovců.
Mnoho živočichů (většina savců, ptáků, plazů a některých ryb) má oči umístěné na přední straně hlavy, což jim umožňuje trojrozměrné binokulární vidění – jednotlivé obrázky z obou očí se skládají do jednoho, který vnímáme. Oproti tomu existuje monokulární vidění, kdy živočich vnímá současně dva rozdílné obrazy, jako např. zajíc nebo chameleon.

## Evoluce oka
Oko vzniklo v průběhu evoluční historie mnohokrát a nezávisle, podle některých zdrojů i čtyřicetkrát až šedesátkrát. Komorové oko, jeden z pokročilých typů očí, vzniklo zřejmě nezávisle třikrát: u obratlovců, hlavonožců a u medúz z třídy čtyřhranky (Cubozoa). Oči evidentně zcela nepříbuzných skupin organismů tak mají někdy podobnou stavbu. Udává se, že existuje přibližně devět optických mechanismů vidění, každý se ovšem vyvinul několikrát.
Evoluce oka se někdy stává argumentem lidí, kteří zpochybňují evoluční teorii a zastávají kreacionismus. Tvrdí například, že jakékoliv mezistupně při evoluci tak složitého orgánu by byly nefunkční. Darwin o evoluci tvrdil, že je výzvou pro naši představivost, spíše než pro rozum, biolog Tomáš Grim zdůrazňuje z jím recensované knihy o evoluci, že neschopnost některých autorů si něco představit není relevantním argumentem. Byly totiž dokonce napsány počítačové programy, které postupnými proměnami jednoduché pigmentové skvrny „vytvořily“ komorové oko méně než dvěma tisíci drobných mutací, tedy za neuvěřitelně krátkou dobu. Všechny přechodné kroky byly životaschopné a mnohé z nich opravdu u některých živočišných kmenů můžeme nalézt.

## Funkce
Hlavní funkce oka je zřejmá, neboť je tento orgán znám jako sídlo zraku živočichů. Z buněčného hlediska se v očích obvykle uplatňují specializované světločivné buňky, tzv. tyčinky nebo čípky, které obsahují oční pigmenty (např. u člověka rodopsin a jodopsiny) a složitou kaskádou biochemických drah umožňují vznik nervového impulsu, který směřuje pomocí nervových buněk do mozku (u bezobratlých do nějakého nervového ganglia).

## Druhy očí

### Oko obratlovců
Oko obratlovců je párový orgán, který se v zárodečném stadiu zakládá z přední (rostrální) části hypothalamu. Díky účinkům jistých signálních proteinů (jako je Shh) se původně jediná masa buněk rozdělí vedví a vytvoří levé a pravé oko. Na stavbě oka se však embryonálně podílí i jiné tkáně. Struktura lidského oka se plně přizpůsobuje potřebě zaostřit paprsek světla na sítnici (latinsky retina). Všechny části oka, přes které paprsek světla prochází, jsou průhledné, aby co nejvíce zabraňovaly rozptylu dopadajícího světla. Rohovka (cornea) a čočka (lens) pomáhají paprsek světla spojit a zaostřit na zadní stěnu oka – sítnici. Toto světlo pak způsobuje chemické přeměny ve světločivných buňkách (tyčinky a čípky), které vysílají nervové impulsy zrakovým nervem (nervus opticus) do mozku.

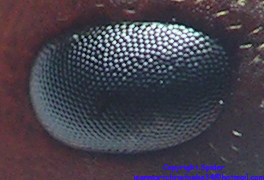
Složené oko členovců

### Složené oko
Členovci mají zcela jinak vytvořené oční orgány. Je to dáno především jejich velikostí, protože optické vady, vzniklé ohybem světla na panence příliš malých očí, by prakticky znemožňovaly jejich používání. Pro drobné druhy hmyzu by takové oči byly bezcenné a proto se u nich vyvinuly jiné orgány – složené oči.

### Parietální oko některých obratlovců
Parietální (třetí) oko, je „neúplné“ oko, které je typické pro některé mihule, ryby, obojživelníky a ještěry.